# 파나 (2006년 영화)
파나(Fanaa)는 인도에서 제작된 쿠날 콜리 감독의 2006년 코미디, 드라마, 스릴러, 멜로/로맨스 영화이다. 아미르 칸 등이 주연으로 출연하였고 아딧야 초프라 등이 제작에 참여하였다.

## 출연

### 주연
- 아미르 칸
- 까졸
- 타부

### 조연
- 샤이니 아후자
- 리시 카푸르
- 키론 커
- 쉬시 샤르마
- 쉬루티 세스

## 제작진
- Line PD: 파담 부샨
- 의상: 만디라 슈클라